# フェーン現象

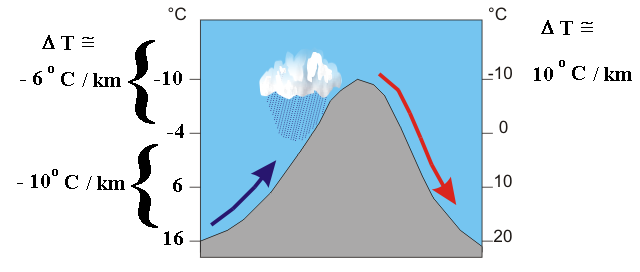
フェーン現象の例

フェーン現象（フェーンげんしょう、英語: the Foehn phenomenonまたはFoehn wind）とは、気流が山の斜面にあたったのちに風が山を越え、暖かくて乾いた下降気流となってその付近の気温が上がる現象をいう。

## 名称
フェーン現象という名前は、フェーン（ドイツ語: Föhn : 南風）というアルプス山中で吹く局地風が由来であり、この局地風はアルプスを越えて吹く乾いた暖かい風のことである。現在は一般用語として使われており、本来のフェーンのほかに、北米のロッキー山脈を越えて吹く風チヌークなど、世界各地の同様の風もフェーンと呼ばれる。なお、漢字による当て字は岡田武松（おかだ たけまつ）が考案した風炎である。

## 原理
- 熱力学メカニズム

空気中に含まれる水蒸気が凝縮する際に熱を放出させる（凝縮熱）。山の斜面を風が吹きあがるとき空気は冷やされるが、このとき水蒸気を多く含んでいると、露点に達したときに凝縮熱が放出されるので温度が下がりにくい。上昇につれて、含んでいた水蒸気を雨などとして失い、山を越えるまでに乾燥した空気は下降に伴い加熱されるが、与えられた凝縮熱を戻す先がないのでもとの気温よりも高くなる。フェーン現象が起こると冬季であっても気温が暖かくなることがある。
- 力学メカニズム

比較的温かく乾いた（温位の高い）空気の塊が、山を越えて地表に降りてくる場合にもフェーン現象が起こる。この場合には山を越える際に雲と雨は発生しない。
日本の富山平野で発生するフェーン現象の8割が力学メカニズムによって発生していることが、2021年の筑波大学の研究によって明らかになった。

## 分類
フェーン現象には二つの種類がある。すなわち、熱力学的な断熱過程によって起こるフェーン現象と力学的に起こるフェーン現象である。前者を湿ったフェーン、後者を乾いたフェーンという。乾いたフェーンは風が山を越えなくても起こるフェーン現象として知られている。この両者の現象の発生を唱え、フェーン現象の本格的な研究を行ったのは「近代気象学の父」とも称されるオーストリアの気象・気候学者ユリウス・フェルディナント・フォン・ハン（Julius Ferdinand von Hann、「J.F.ハーン」と表記する例もある）（1839年 - 1921年）である。ハンはフェーン現象の研究のほか、上昇気流による断熱変化、高気圧論など、気象熱力学を主とした気象力学の研究で業績を上げた人物である。なお、富山平野で観測されたフェーン現象の内80.8%は力学的なフェーンで19.2%は二つのフェーンが混在した複合型であった。

### 湿ったフェーン - 非断熱加熱説
ここに、高さ1,000mの山があるとする。その麓を地点A、さらにその山を越えた麓を地点Bとする。地点Aの気温を15℃とし、ここで地点AからBの方向に向けて風が吹いているとする。もちろんその風は、山肌にぶつかり行き場を失って上昇気流として山を登り始める。気温は高度とともに低下するので、この風が空気を飽和させるのに十分な水蒸気を含んでいる場合、上昇中のどこかで空気が飽和して雲が発生し、最終的には山に雨を降らせる。湿った空気の温度減率（これを湿潤断熱減率という）は、空気中に含まれる水蒸気が凝縮する際に熱を放出させる凝縮熱から、平均の温度減率（0.6℃/100m）よりも小さい。すなわち湿潤断熱減率は約0.5℃/100mである。その割合で温度が低下していくならば、山の頂上（1,000m）付近では温度が10℃となるはずである。また、吹き降ろすときには水蒸気の凝結がないので温度減率（これを乾燥断熱減率という）は湿潤温度減率よりも大きい約1℃/100mである。そうするとB地点での温度は20℃となる。よってB地点ではA地点よりも気温が高く、乾燥した風が吹くということになる。このフェーン現象は、湿った空気を前に伴ったものという意味で湿ったフェーン現象と呼ぶ。水蒸気と分離した結果、温位が上昇した空気が力学的に下降する現象と言える。その性質により山地の前後で相当温位はほぼ保存する。

### 乾いたフェーン - 力学説
ハンはまず非断熱加熱説を研究したとされるが、その後ハンは風上側で水蒸気の凝結を伴う断熱変化が起こらなくても、フェーン現象は十分起こりうるということを考え出した。あまり厳密な説明ではないが、これは次のような事柄である。今、湿ったフェーンが起こったときと全く同じ状態の例を考える。A地点の気温は15℃だが、この空気は上昇せずに、そこにとどまっているとする。また、空気の平均的な気温減率は約0.6℃/100mなので、これに従うとその時の山頂の温度は9℃ということになる。この山頂の空気が乾燥しているとすると、B地点に下降気流として下りてきたときの温度は乾燥断熱減率より19℃ということになる。よってA地点の空気よりもB地点の方が高いのでフェーン現象が起きたことになる。これはもとから乾いた空気が力学的にフェーンを起こしたという意味で乾いたフェーンと呼ばれる。空気が山を登り、その後空気が重くなって吹き降ろすことは明らかだが、流体力学では空気が単に地面と平行に移動していて、山の頂上付近にさしかかると、風の速さによってはその空気が下降気流となって下降することが知られている。これが乾いたフェーンを起こす原因ともなる。もともと温位が相対的に高かった上空の空気が力学的に下降する現象とも言える。

## 被害
フェーン現象は時には非常に乾燥した強い突風ともなることがあるので、一旦火災が起こると消火しにくく、広がりやすい。広範囲にわたる深刻な被害を招くこともある。よって、フェーン現象が起こっている時には火の扱いに厳重な注意を払うのが肝要である。
1952年4月17日、鳥取市で発生した鳥取大火はフェーン現象による大火の代表例である。

## 各国におけるフェーン現象

### 日本
フェーン現象は山地が多い日本では頻繁に起きる現象であり、平年を大きく上回るような高温をもたらす。日本では日本海に台風や前線を伴う温帯低気圧があり、強い南風が吹くとき日本海側では暖かく乾いた風が吹く。実際、春にこの現象によって日本海側では一気に雪解けが進むことが多い。これだけではなく、例えば冬に季節風によって日本海側で雪や雨を降らせた後、山を越えて太平洋側に乾いた空気として吹くのもフェーン現象と考えてよい。しかし、空気のもとが寒気なのでいくら山を越えても太平洋側の温度はそれほど暖かくなることは通常ない。これは俗にいう「からっ風」である。
- 1933年（昭和8年）7月25日の午後3時、山形県山形市の気象官署で日本における当時の最高気温40.8℃を記録したのもフェーン現象が一因とされる。なお、同時刻の相対湿度は26%だった。当日は、日本海を北東に進む台風がもたらした暖かく湿った空気が、南よりの山越え気流となって山形盆地に吹き降りていた。しかし、25日14時の風向と風速がSWの風1.2m/sと弱いことから盆地地形で顕在化しやすい日射過熱の効果も大きかったと考えられ、この40.8℃という気温はフェーン現象のみが原因とは言えない。

- 2009年2月14日には静岡県静岡市で26.2℃[4]、同熱海市網代で25.4℃[5]、神奈川県小田原市で26.1℃[6]、同海老名市で25.3℃[7]、石川県金沢市で20.1℃[8]など2月としての最高気温を多数の地点で記録したが、元々南から温かい風が入っていたことや、西側にある山脈を越える際にこの現象が起こったと見られている。

- 2010年6月26日における例では、モンゴル付近の暖気が西風によって流れ込み北海道の日高山系や大雪山系を越えて吹き降ろしたことにより北海道東部各地では、時季はずれの猛暑になり、北海道足寄町で37.1℃[9]、北見市で37.0℃[10]など、局地的に猛暑日を記録した。さらに、例年真夏日が観測されることが極めて稀である釧路市では32.4℃[11]と観測史上最も高い気温となった。

- また、2014年6月3日にも2010年6月26日の時と似たような条件となり、北海道河東郡音更町駒場で観測された37.8℃[12]を筆頭に、網走郡美幌町[13]と北見市で37.2℃[14]、常呂郡置戸町境野で37.0℃[15]とオホーツク海側の地域各地では軒並み36℃以上となり、内陸部地域を中心に35℃以上の猛暑日、北海道の大部分で30℃以上の真夏日を観測した。音更町で観測された37.8℃は、2019年5月26日に佐呂間町で39.5℃となった気温まで、北海道で観測された最高気温の極値（1924年7月12日に帯広市で記録）に並び、多くの各地でそれまでの観測記録を更新した地点が続出した。

- 2018年8月22日には、富山県富山市で観測史上最高に並ぶ39.5℃[16]、翌23日には新潟県胎内市中条で40.8℃[17]、同三条市で40.4℃[18]、同上越市大潟で40.0℃[19]、新潟市[20]や村上市で39.9℃[21]を観測するなど、いずれもそれまでの観測記録を大きく塗り替える猛烈な暑さとなった。この暑さの要因は、西日本を縦断した台風20号がもたらす南からの暖かく湿った空気によるもので、比較的遅い速度で通過したため長時間高温持続した。なお、先述の23日の記録は、2019年時点で最も遅い時期の40℃、北陸地方初の40℃、午前中唯一の40℃（三条）記録となっている。

- 2018年12月4日､対馬海峡を南下している寒冷前線に向かって、九州北部上空1500メートル付近には12℃前後と例年より10℃以上高い暖かい空気が流れ込み､南寄りの風が強まりフェーン現象が発生した[22]｡このため､大分県国東市で27.0℃[23]､山口県下関市で26.2℃[24]､福岡市で26.0℃[25]など12月としては過去最高気温を観測した｡気象庁によると、全国926観測地点のうち352地点で12月の最高気温に並ぶか更新した[26]。

- 2019年5月26日、大陸からの流れこんできた暖気により、増毛町と紋別小向で25℃を下回らず熱帯夜（当時の時点）となり、北海道東部の地域を中心に午前の早い時間帯から35℃以上の猛暑日を観測、14時07分に、佐呂間町で39.5℃[27]と北海道内で史上初めて39℃台の気温に到達した。また、帯広市[28]及び足寄町[29]と池田町の38.8℃[30]と北見市の38.1℃[31]をはじめ、これまで観測されたことのなかった38℃台の気温を9地点で記録し、それまでの5月として国内の最高気温記録であった1993年5月13日の埼玉県秩父市で観測された37.2℃の記録を北海道の各18箇所の気温が上回り[32]、国内における5月の最高気温記録及び、北海道内でこれまで観測された37.8℃の最高気温の極値も95年ぶりに大幅に塗り替えるなど、異例づくめのものとなった。なお、帯広市から日高山脈を挟んで南側にある襟裳岬では14時時点で12.0℃に留まっており[33]、フェーン現象の影響を受けた地域との差が対照的となった[34][35]。

- 2019年8月14日から15日にかけ、西日本を縦断した台風10号により、東北から北陸にかけての日本海側で再び記録的な高温となった。14日には新潟県上越市高田で観測史上最高となる40.3℃[36]を観測したのをはじめ、同市大潟で39.7℃[37]、三条市でも39.5℃[38]を記録した。翌15日にはさらに高温の範囲が広がり、山形県鶴岡市鼠ヶ関では40.4℃[39]に達し、1978年8月3日の同酒田市以来41年ぶりとなる東北地方での40℃以上を観測した。また、新潟県胎内市中条で40.7℃[40]、長岡市寺泊で40.6℃[41]、三条市で40.0℃[42]、石川県志賀町でも40.1℃[43]と5地点で40℃超えを記録した。加えて台風の通過速度が比較的ゆっくりであったことからフェーン現象が持続し夜間も気温が下がらず、15日の新潟県糸魚川市の1日の最低気温は31.3℃[44]となり、同地点がもつ全国の日最低気温の高い記録を塗り替えた。このほか佐渡市相川で30.8℃[45]、上越市高田で30.3℃[46]、三条市で30.2℃[42]、石川県小松市で30.0℃[47]と5地点で最低気温が30度を下回らない超熱帯夜を記録した。

- 2025年8月5日、フェーン現象をはじめ降水の不足や上空の暖気など諸条件が重なり、関東平野広域（群馬県、埼玉県、栃木県、茨城県、東京都）で最高気温40℃以上の高温になり、群馬県伊勢崎市では国内観測史上最高となる41.8℃を記録した。

### アメリカ
アメリカのロッキー山脈を吹き下ろすチヌークと呼ばれる局地風もまたフェーン現象を伴う。サウスダコタ州で1943年1月22日にわずか2分間で27℃も気温が急上昇する現象が発生している。